# Vanda bicolor
Vanda bicolor là một loài thực vật có hoa trong họ Lan. Loài này được Griff. miêu tả khoa học đầu tiên năm 1851.